# Рабочий лагерь

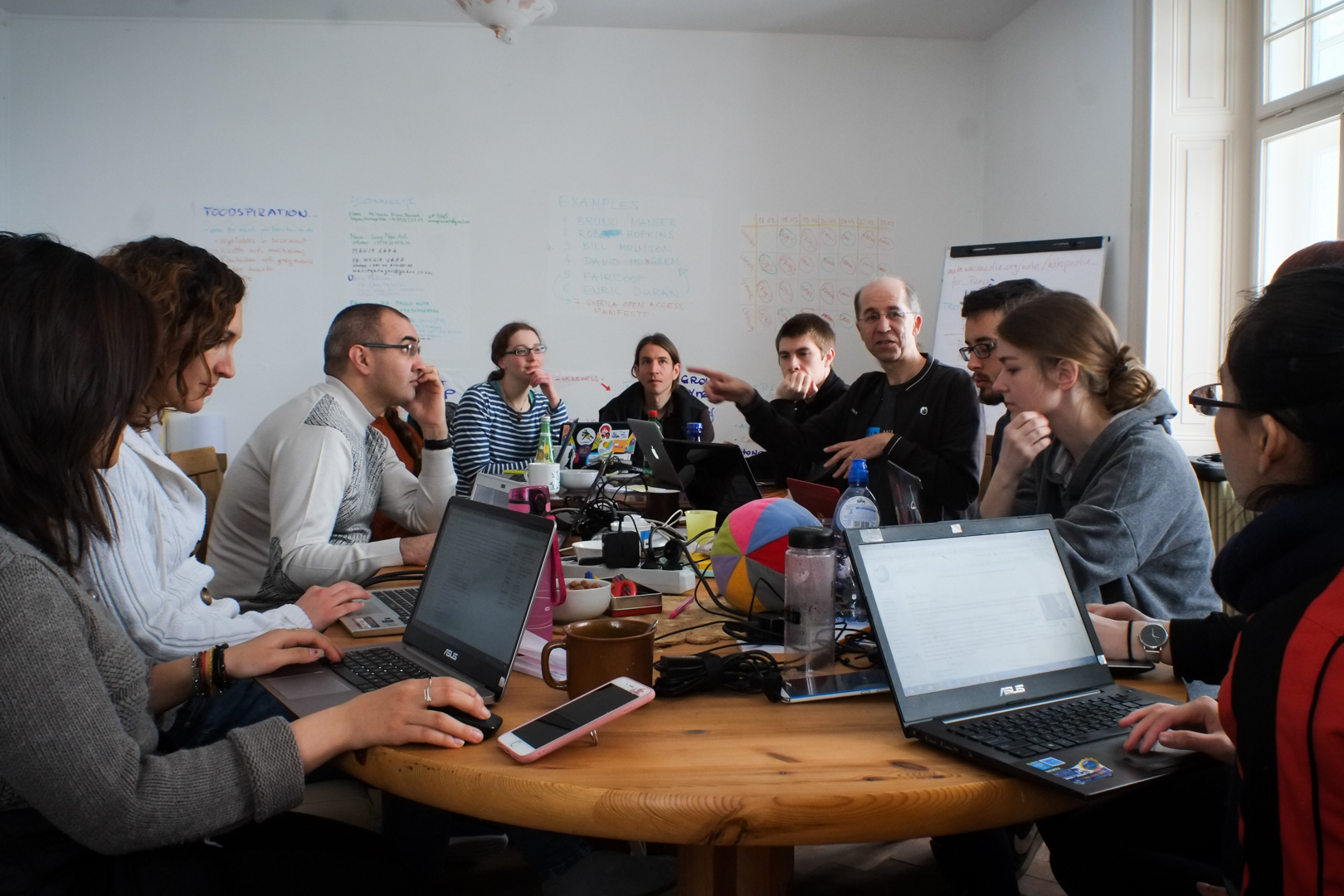
Рабочий лагерь "Википедия" в Швейцарии в 2018 году

Рабочий лагерь (Workcamp) — это форма международного волонтёрства, когда группы добровольцев из разных стран работают и живут вместе как одна команда на краткосрочной основе и для некоммерческих целей, обычно от одной до трёх недель.   Рабочие лагеря считаются одним из важнейших видов международных волонтёрских программ.  Впервые они появились в 1920 году как способ объединения людей для повышения международного взаимопонимания и усилий по мирному примирению. 

## Концепция
Волонтёрство на рабочем лагере обычно включает команды из 10–16 молодых людей из разных стран, которые живут и работают вместе, выполняя какой-либо проект.  Обычно основная группа участников - молодые люди в возрасте от 18 лет, но некоторые организации также проводят лагеря для подростков от 15 лет или специально для пожилых людей.  Как правило, для участия в рабочих лагерях от волонтёров не требуется иметь какие-либо специальные навыки или квалификации. 
Международные волонтёры поддерживают местные сообщества в своей работе. В зависимости от выполняемой задачи существуют разные виды работ, например, археология, реставрация памятников, охрана окружающей среды, общественные работы.  Хотя работа сама по себе является важной частью концепции, рабочие лагеря также обычно направлены на укрепление межкультурного взаимопонимания, демократического сознания, повышение независимости и самоуверенности участников, а также на улучшение их понимания истории и политики, при этом большинство организаций предлагают рабочие лагеря с упором на аспект межкультурного понимания. Рабочие лагеря призваны уменьшить конфликты и предрассудки между людьми разных национальных и социальных происхождении. 
Цены колеблются в зависимости от отправляющей организации, принимающей страны, условий и продолжительности пребывания. Участники обычно должны платить за свои билеты, а принимающая организация оплачивает проживание и питание. 

## История
С 20 ноября 1920 г. по 21 апреля 1921 г. в Северной Франции прошёл первый рабочий лагерь организации Service Civil International для восстановления деревни Эн-ан-Аргон, пострадавшей в битве при Вердене во время Первой мировой войны. За этой инициативой стоял швейцарский пацифист Пьер Серезоль, который выдвинул эту идею на международной мирной конференции Международного братства примирения в Билтховене в 1920 году. Он видел в этой форме добровольчества способ преодолеть национализм и милитаризм. Английский квакер Хьюберт Пэррис, имевший опыт в организации работы по оказанию помощи, поддержал Пьера Cерезоля в подготовке проекта.  

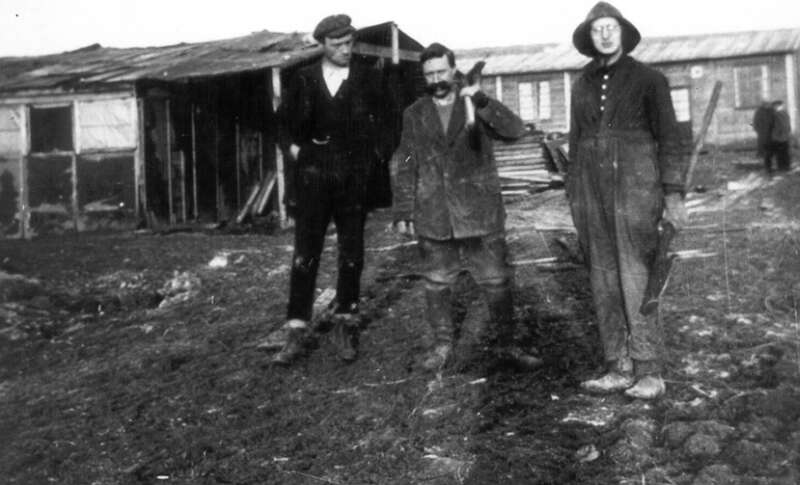
Пьер Серезоль (слева) на первом рабочем лагере во Франции в 1920 году.

В середине ноября 1920 года Серезоль и Пэррис начали строительство приюта для добровольцев, которые должны были прибыть в декабре, в их числе были несколько немецких добровольцев, которые были солдатами во время Первой мировой войны. В зимние месяцы добровольцы построили несколько хижин в деревне. Уже в январе условия труда ухудшились, и работа волонтёров стала более сложной. Французское правительство сократило средства на строительные материалы, и в марте префект Мёза запретил мэру Эна распределять работу среди волонтёров. За решением префекта стояли сложные политические обстоятельства того времени, когда переговоры о военных репарациях Германии только что провалились. После этого волонтёры продолжили помогать фермерам в селе, а в соседнем селе выдвинулся новый проект реконструкции сельского хозяйства. В конце концов местные власти потребовали, чтобы немецкие добровольцы покинули этот район. Группа завершила свою работу в апреле 1921 года и покинула Эн-ан-Аргон. 
С 1920-х годов рабочие лагеря стали способом реагирования на глобальные и местные гуманитарные, кризисные ситуации.  Самый крупный проект был снова организован Серезольем и Service Civil International в 1928 году в Лихтенштейне, где 720 добровольцев из более чем 20 стран помогли восстановить страну после наводнения. Опыт в Лихтенштейне и энтузиазм добровольцев стали образцом для будущих рабочих лагерей, которые с 1930 года проводились во Франции, Великобритании и других странах. 
До 1950-х годов концепция рабочих лагерей была в основном распространена в Европе, и многие проекты были сосредоточены на восстановлении континента после Второй мировой войны.   Service Civil International открыла филиалы в нескольких странах, но также организации, такие как Христианское движение за мир (CMP), начали принимать концепцию рабочих лагерей, например, для послевоенного примирения между французскими и немецкими христианами. С 1950-х годов рабочие лагеря все чаще организовывались в Азии, Африке и Латинской Америке, при этом количество проектов увеличилось особенно с 1990-х годов.
В 1948 году организации из Западной и Восточной Европы, а также США учредили Координационный комитет международных рабочих лагерей (CoCo), с 1965 года Координационный комитет по международной добровольной службы (CCIVS), на конференции рабочих лагерей, организованной в штаб-квартире ЮНЕСКО в Париже. С тех пор организация фокусируется на создании более прочной сети между своими членскими организациями и более сильном представительстве в международных учреждениях.  